# Austrotyphlops tovelli
Austrotyphlops tovelli là một loài rắn trong họ Typhlopidae. Loài này được Loveridge mô tả khoa học đầu tiên năm 1945.